# یخدان مزج
یخدان مزج مربوط به دوره قاجار است و در شهرستان شاهرود، بخش بسطام، روستای مزج واقع شده است. این اثر در تاریخ ۳۰ تیر ۱۳۸۴ با شمارهٔ ثبت ۱۲۲۶۴ به‌عنوان یکی از آثار ملی ایران به ثبت رسیده است.